# Estefanie Yuliena Pedroza
Estefanie Yuliena Pedroza Véliz (13 de marzo de 1997) es una deportista guatemalteca que compite en taekwondo. Ganó dos medallas de bronce en el Campeonato Panamericano de Taekwondo, en los años 2021 y 2022.

## Palmarés internacional
| Campeonato Panamericano | Campeonato Panamericano      | Campeonato Panamericano | Campeonato Panamericano |
| Año                     | Lugar                        | Medalla                 | Categoría               |
| ----------------------- | ---------------------------- | ----------------------- | ----------------------- |
| 2021                    | Cancún (México)              | Medalla de bronce       | –53 kg                  |
| 2022                    | Punta Cana (Rep. Dominicana) | Medalla de bronce       | –53 kg                  |